# Arima (Trinité-et-Tobago)
Pour les articles homonymes, voir Arima.
Arima est une ville de Trinité-et-Tobago située dans le centre nord de l'île de Trinité.